# Ангола на літніх Олімпійських іграх 2024
Анголу на літніх Олімпійських іграх 2024 представляли двадцять чотири спортсмени у семи видах спорту.